# Tây Ấn thuộc Anh

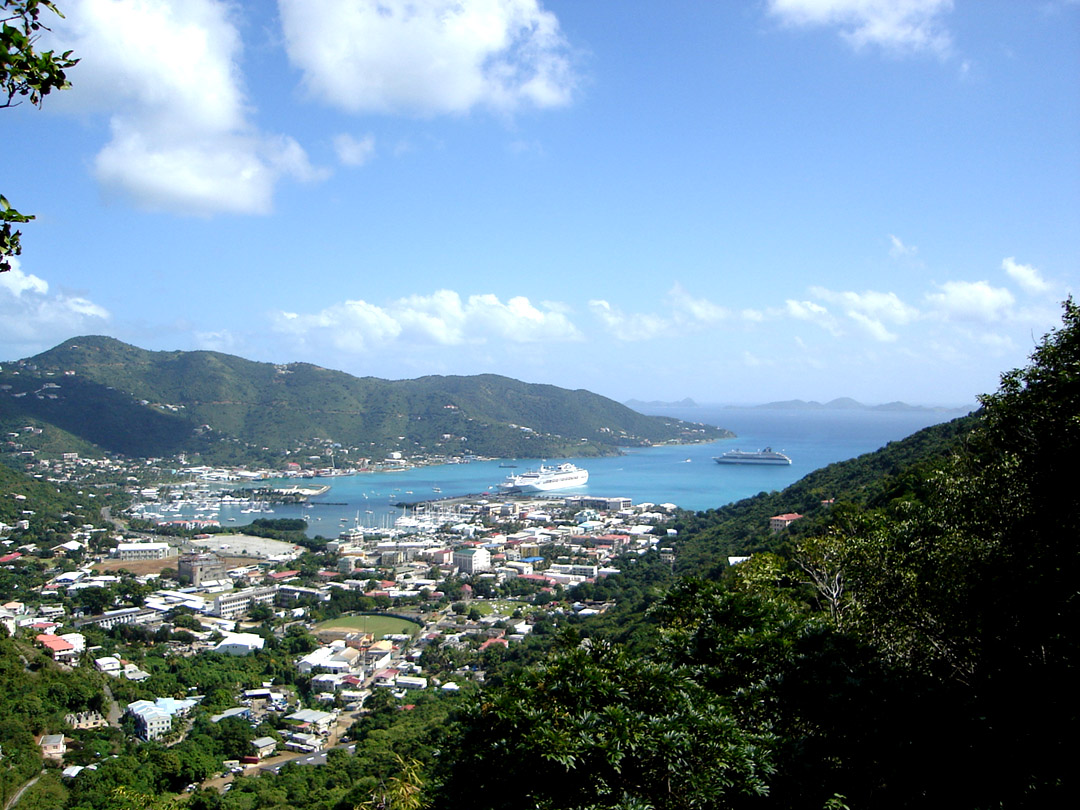
Roadtown, Tortola

Các lãnh thổ còn lại của Tây Ấn thuộc Anh

Tây Ấn thuộc Anh (tiếng Anh: British West Indies, đôi khi viết tắt là BWI) là một thuật ngữ chung cho các vùng lãnh thổ của Anh được thành lập tại Anglo-Caribe; Anguilla, Bermuda, quần đảo Cayman, quần đảo Turks và Caicos, Montserrat, quần đảo Virgin thuộc Anh, The Bahamas, Barbados, Belize (trước đây là Honduras thuộc Anh), Antigua và Barbuda, Dominica, Saint Kitts và Nevis, Grenada, Saint Lucia, Saint Vincent và Grenadines, Guyana (trước đây là Guiana thuộc Anh), Jamaica (trước đây là thuộc địa), và Trinidad và Tobago . Trước thời kỳ phi tập trung hóa vào cuối những năm 1950 và 1960, nó bao gồm tất cả các thuộc địa của Anh trong khu vực, cùng với hai thuộc địa đại lục, là một phần của Đế quốc Anh.
Năm 1912, chính phủ Anh chia lãnh thổ của họ thành các thuộc địa khác nhau: Bahamas, Barbados, Guiana, Honduras thuộc Anh, Jamaica (với sự phụ thuộc của quần đảo Turks và Caicos và quần đảo Cayman), Trinidad và Tobago, quần đảo Windward và quần đảo Leeward.
Từ năm 1958 đến 1962, tất cả các lãnh thổ đảo trừ quần đảo Virgin thuộc Anh và Bahamas được tổ chức thành Liên bang Tây Ấn. Người ta hy vọng rằng Liên bang sẽ trở nên độc lập như một quốc gia duy nhất, nhưng nó có quyền hạn hạn chế, nhiều vấn đề thực tế. Do đó, Liên bang Tây Ấn đã bị giải thể vào năm 1962.
Các lãnh thổ, hiện độc lập ngoại trừ bốn quốc gia còn là lãnh thổ của Anh, còn lại trở thành các quốc gia riêng biệt và tất cả đều tách ra khỏi Cộng đồng các quốc gia và cũng thành lập Cộng đồng Caribe, nhiều quốc gia đã gia nhập nhiều thành viên của các tổ chức quốc tế, chẳng hạn như Tổ chức các quốc gia châu Mỹ, Hiệp hội các quốc gia Caribe, Tổ chức Thương mại Thế giới, Liên Hợp quốc và Ngân hàng phát triển Caribe trong số những quốc gia khác.

## Các lãnh thổ
- The Bahamas (1973)
- Barbados (1966)
- Belize (trước đây là Honduras thuộc Anh) (1981)
- Bermuda (Lãnh thổ hải ngoại thuộc Anh)
- Quần đảo Leeward thuộc Anh
  - Anguilla (Lãnh thổ hải ngoại thuộc Anh)
  - Antigua and Barbuda (1981)
  - British Virgin Islands (Lãnh thổ hải ngoại thuộc Anh)
  - Dominica (1978)
  - Montserrat (Lãnh thổ hải ngoại thuộc Anh)
  - Saint Kitts và Nevis (1983)
- Quần đảo Windward thuộc Anh
  - Grenada (1974)
  - Saint Lucia (1979)
  - Saint Vincent và Grenadines (1979)
- Cayman Islands (Lãnh thổ hải ngoại thuộc Anh)
- Guyana (trước đây là Guyana thuộc Anh) (1966)
- Jamaica (trước đây là Thuộc địa Jameica) (1962)
- Trinidad và Tobago (1962)
- Turks and Caicos Islands (Lãnh thổ hải ngoại thuộc Anh)